# ميكويان جوريفيتش ميج-19
ميكويان جوريفيتش ميج 19 (الروسية: Микоян и Гуревич МиГ-19) (لقب تعريف الناتو: فارمرFarmer) هي طائرة حربية من الجيل الثاني. كانت الميج 19 أول طائرة حربية فوق صوتية من تصميم مكتب ميكويان جوريفيتش في الاتحاد السوفييتى. تقارن الميج 19 بالإف-100 سوبر سابر لكنها واجهت طائرات أحدث منها كالإف-4 فانتوم. دخلت الميج 19 الخدمة عام 1955 وشاركت في عدد من الحروب والصراعات كحرب فييتنام والصراع العربي الإسرائيلي.
أخرجت القوات الجوية السوفيتية الميج 19 من الخدمة في بدايات الستينات بعد تطوير الميج 21 ودخولها الخدمة لكنها ظلت في خدمة الدول التي صدرت لها لسنين عديدة لاحقة.

## التطوير

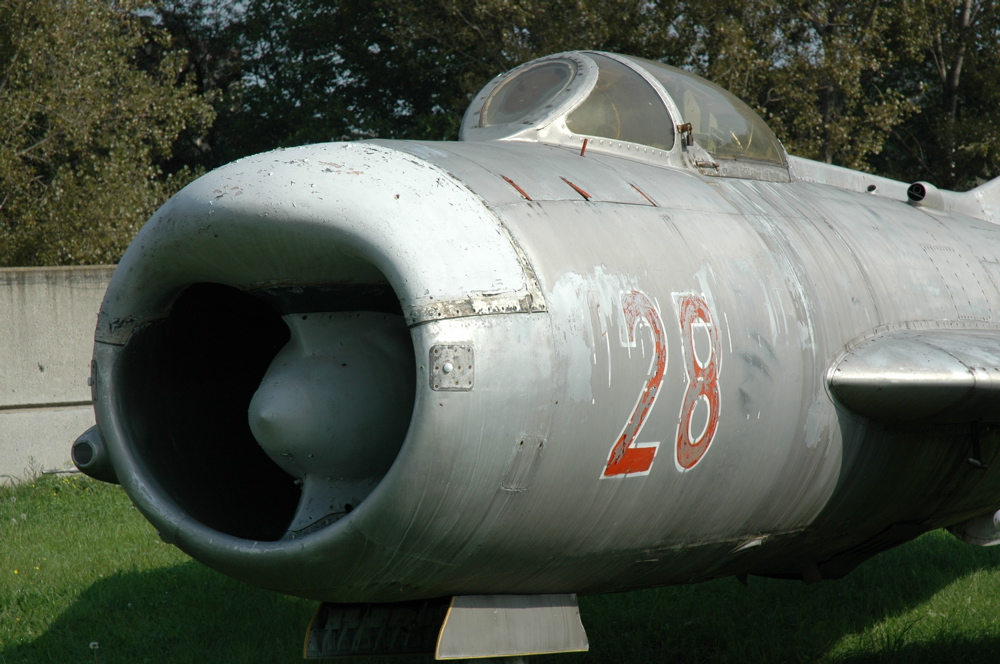
ميكويان جوريفيتش ميج، قمرة القيادة

في 20 إبريل 1951 أعطي الأمر لمكتب التصميم OKB-155 لتطوير طائرة الميج 17 لطائرة مقاتلة جديدة أعطيت الرمز "I-340"، والتي زودت بمحركين ميكولين ايه.إم-5 بدون غرف احتراق مساعدة بقدرة دفع 19.6 كيلو نيوتن. كان من المفترض أن تحقق ال"I-340" سرعة 1160 كم/ساعة (ماخ 0.97) على ارتفاع 2000 متر، و 1080 كم/ساعة (ماخ 1.0) على ارتفاع 10,000 متر، وترتفع إلى 10,000 متر في 2.9 دقيقة والا يقل أقصى ارتفاع لها عن 17,500 متر. أعطيت المقاتلة الجديدة اسم "SM-1" وتم تصميمها على أساس أحد النماذج الأولية للطائرة ميج 17 بعد تعديله لتركيب محركين به. تم اكمال الطائرة الجديدة في مارس 1952.
عانى النموذج الأولي للطائرة من مشاكل في الضغط في قمرة القيادة كما عانت المحركات من عدة مشاكل. تم تغيير المحركات بمحركين ميكولين اي.ام-5 قدرة دفع كل منهما 21.1 كيلو نيوتن والذي تخطى قدرة محرك كليموف في.كيه-1 كما أنه كان أكثر اقتصادا في استهلاك الوقود. استطاعت المقاتلة "SM-1" بالكاد أن تحقق سرعة الصوت، فبلغت سرعتها 1193 كم/ساعة (1.03 ماخ) عند ارتفاع 5000 متر. اعتبر هذا الأداء ضعيفا بالنسبة للمطلوب من الطائرة، وتم عمل نسخة أخرى من المحرك مزودة بغرف احتراق اضافية ولكن لم تزود الطائرة بهذا المحرك الجديد لكنه شكل الأساس لمحرك تومانسكي أر.دي-9 والذي زودت به الطائرة ميج-19.
في 15 أغسطس 1953، طلب من مكتب ميكويان جوريفيتش لتصميم طائرة مقاتلة جديدة لتكوّن الصف الأول في القوات الجوية السوفيتية. طلب من ميكويان تصميم طائرتين، واحدة بمحركين ميكولين ايه.ام-9 إف والأخرى بمحرك واحد «كليموف في.كيه-7». أعطيت النسخة ذات المحركين الرمز "SM-9" (لكنها اعطيت الاسم ميج-19 أيضا). كانت الطائرة "SM-9" مبنية على النموذج الأولي "SM-2". طارت لأول مرة في 5 يناير 1954. لم تعمل غرف الاحتراق الإضافية في الرحلة الأولى للطائرة، لكن في الرحلة الثانية حققت الطائرة سرعة ماخ 1.25 على ارتفاع 8,050 متر. بعد عدة تعديلات حققت الطائرة ماخ 1.44 في الرحلات التالية.
بناء على هذا الأداء الواعد، تم إعطاء الأمر للبدء في إنتاج الميج-19 في 17 فبراير 1954. خرجت أولى طائرات الميج-19 من خطوط الخدمة في مارس 1955.

## المواصفات (ميج 19 S)

### الصفات العامة
- الطاقم: 1
- الطول: 12.5 متر.
- المسافة بين الجناحين: 9.2 متر.
- الارتفاع : 3.9 متر.
- مساحة الأجنحة: 25.0 متر².
- الوزن فارغة: 5,447 كجم.
- أقصى وزن محملة: 7,560 كجم.
- المحرك: محركين من نوع تومانسكي أر.دي-9 يعطي كل منهما قوة دفع 31.9 كيلو نيوتن بالحارق الخلفي.
- خزان الوقود: 1800 كجم.

### الأداء
- السرعة القصوى: 1,455 كم/ساعة.
- المدى: المدى القتالي: 685 كم، العادي 2200 كم.
- أقصى ارتفاع: 17,500 متر.
- معدل الصعود: 180 متر/ثانية.
- الحمل على الأجنحة: 302.4 كجم/متر².
- النسبة دفع-وزن: 0.86

### التسليح
- ثلاث رشاشات 30 مم من نوع نودلمان-ريختر إن.أر-30. يحمل كل رشاش تحت الأجنحة 70 طلقة، بينما يحمل الرشاش تحت جسم الطائرة 55 طلقة.
- 250 كجم من الأسلحة (قنابل أو صواريخ غير موجهة) يتم تركيبها في أربع أماكن تحت الأجنحة.